# Força Aérea da Albânia

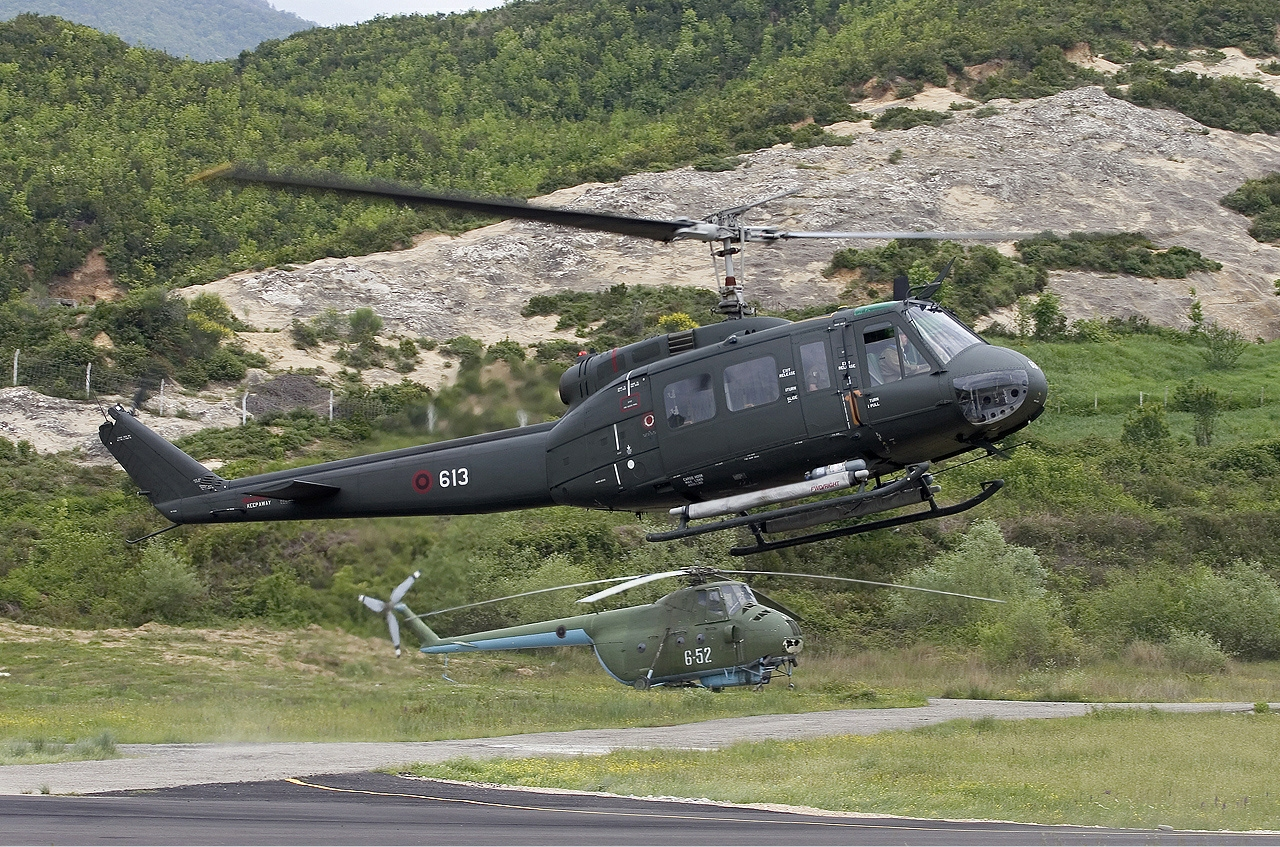
Helicópteros albaneses.

A Força Aérea da Albânia (em albanês: Forcat Ajrore Shqiptare, FASH) é o ramo aéreo das Forças Armadas da Albânia. Atualmente ela opera no âmbito do Comando das Forças Conjuntas da Albânia e é reagrupada na Brigada Aérea da Albânia. A sede está localizada em Tirana.

## História

### História antiga
Em 1914, o governo da Albânia encomendou três aeronaves Lohner Daimler da Áustria para formar uma força aérea. Como resultado da eclosão da Primeira Guerra Mundial, o pedido foi cancelado. A Albânia não tinha recursos para iniciar o desenvolvimento de uma Força Aérea adequada durante as décadas de 1920 e 1930. Após o estabelecimento do Reino da Albânia em 1928, o Rei Zog formou o Royal Albanian Air Corps sob a direção do Royal Albanian Army.
A Royal Air Force e o resto das forças armadas albanesas foram abolidas após a invasão italiana da Albânia durante a Segunda Guerra Mundial.